# 三島聡
三島 聡（みしま さとし、1958年 - ）は、日本の刑事法学者。大阪市立大学大学院法学研究科教授、博士（法学）。元法務省刑事施設視察委員会副委員長。

## 人物・経歴
北海道生まれ。1986年一橋大学法学部卒業。旧司法試験に合格し最高裁判所司法研修所司法修習生を経て、1995年一橋大学大学院法学研究科博士課程単位修得退学。2011年一橋大学博士（法学）。村井敏邦門下。
1995年大阪市立大学法学部助教授。リーズ大学法学部刑事司法研究センター客員研究員を経て、2007年大阪市立大学大学院法学研究科教授。この間、法務省刑事施設視察委員会副委員長、日本刑法学会理事、日本犯罪社会学会理事、法と心理学会理事等も務めた。

## 著書
- 『刑事法への招待』現代人文社、2004年
- 『性表現の刑事規制』有斐閣、2008年
- 『刑事司法改革とは何か―法制審議会特別部会「要綱」の批判的検討』（川崎英明共編著）現代人文社、2014年
- 『裁判員裁判の評議デザイン 市民の知が活きる裁判をめざして』（編著）日本評論社、2015年
- 『2016年改正刑事訴訟法・通信傍受法条文解析』（川崎英明，渕野貴生共編著）日本評論社、2017年